# Flagge des Südsudan

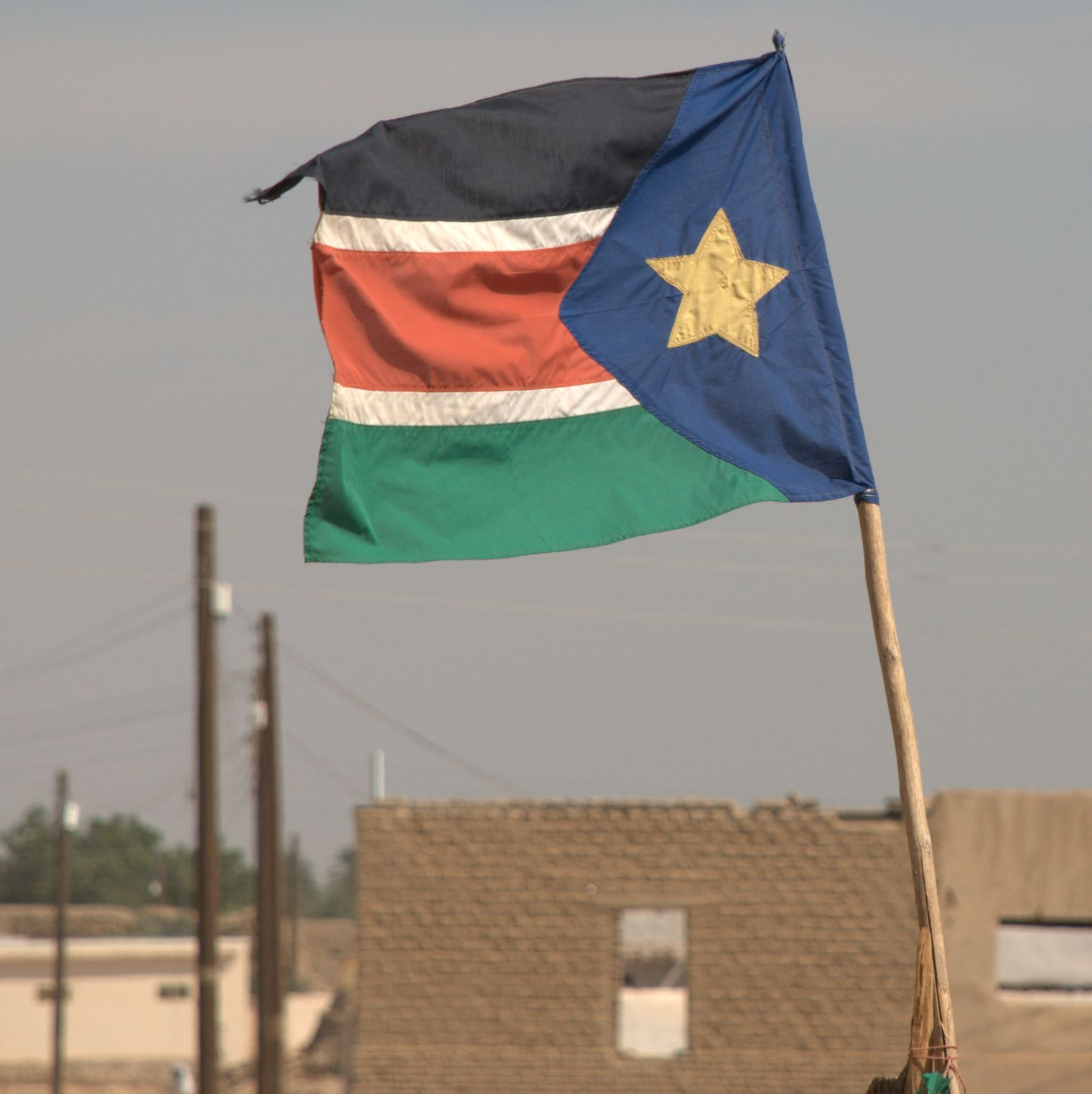
Flagge der SPLM an einem Parteibüro in einem Dorf bei Karima im Norden des Sudan, 2008

Die Flagge des Südsudan ist ursprünglich die Flagge der Sudanesischen Volksbefreiungsarmee (SPLA) und wurde 2005 als Flagge der autonomen Region Südsudan übernommen. Mit der Unabhängigkeit am 9. Juli 2011 wurde sie die Nationalflagge des Südsudans.

## Beschreibung und Bedeutung
Vorbild der Flagge war die Nationalflagge Kenias. Laut der offiziellen Beschreibung steht:
- Schwarz für die Bevölkerung Afrikas
- Weiß für den Frieden, der viele Leben gekostet hat
- Rot für das Blut der ehrenhaften Freiheits- und Gerechtigkeitskämpfer, die ihr Leben in den vielen Jahren des Konflikts ließen
- Grün für das landwirtschaftliche Potential der fruchtbaren Böden und die äquatoriale Vegetation, die den Südsudan schmücken
- Blau für den Nil, die Hauptquelle für Leben, nicht nur für den Südsudan, sondern auch für den Norden bis nach Ägypten
- der Stern für die Einheit des Staates des Südsudan.

Die Flagge repräsentiert, laut der offiziellen Verlautbarung, eine Nation schwarzer Afrikaner, ewig vereint im Kampf um Frieden und Wohlstand für alle Menschen im Südsudan.
Die Ausrichtung des Sterns ist uneinheitlich. Bei manchen Flaggen zeigt eine Spitze in die Ecke des oberen Lieks (oben links am Mast), bei anderen senkrecht nach oben. Bei der Unabhängigkeitsfeier wurde eine Flagge mit einem geraden Stern gesetzt.

## Geschichte

Ehemalige Flagge der südsudanesischen Unabhängigkeitsbewegung (unsicher)

Die Flagge ist seit langem bei der südsudanesischen Unabhängigkeitsbewegung in Gebrauch, wird aber nun von allen politischen Kräften des Südsudan als Symbol der „Nation“ verwendet. In den 1990er Jahren wurde möglicherweise die Farbe des Sterns von ehemals Rot in das heutige Gelb geändert.
Nach der Übergangsverfassung des Südsudan von 2007 regelt ein Gesetz das Aussehen der Flagge, das von der nationalen Regierung bestimmt wird. Die Verfassung folgt damit den Vereinbarungen des Naivasha-Abkommens.
Nach dem Unabhängigkeitsreferendum im Südsudan 2011 wurde als Datum der Unabhängigkeit der 9. Juli 2011 festgelegt. Im Vorfeld war umstritten, ob die Flagge beibehalten oder ersetzt werden sollte. Sie wurde teilweise als politisch nicht neutral kritisiert, da sie zugleich die Flagge der politischen Partei SPLA ist. Am 22. März 2011 entschied das südsudanesische Kabinett, die Flagge beizubehalten.

## Besonderheiten
Die Flagge des Südsudan ist neben der Flagge Südafrikas und der Flagge Dominicas die einzige Nationalflagge weltweit, die sechs Farben enthält, sofern man die in einigen Flaggen integrierten Wappen außer Acht lässt.
Die Flagge wurde und wird häufig mit einem dunkelblauen statt einem hellblauen Dreieck dargestellt.